# ブルー・レーシー
ブルー・レーシー（英：Blue Lacy）とは、アメリカ合衆国原産の牧牛犬種である。犬種名の「レーシー」というのはレースの事ではなく、作出者たちの苗字からとってつけられたものである。ブルー・レーシー・ゲーム・ドッグ（英：Blue Lacy Game Dog）とも呼ばれていた。

## 歴史
1858年にテキサス州に移住してきたレーシー4兄弟によって生み出された犬種である。食用の牛を管理する完璧な牧牛犬種を作り出すため、カタフーラ・レパード・ドッグにセントハウンドタイプの犬や他の牧牛犬種、及びコヨーテに似た血統不明の犬を計画的に交配させ、綿密なプログラムにより改良が加えられて誕生した。
ブルー・レーシーは優秀な牧牛犬種として仕上がり、1頭で100匹もの牛の群れを誘導する事が出来た。牛の誘導だけでなくアヒルやガチョウの誘導も得意とし、ツリーイング・ドッグとしてアライグマのツリーイングをおこなったり、セントハウンド（嗅覚猟犬）として獲物の臭いを追跡したり倒したりする事も出来る万能な能力も持ち合わせている。
しかし、牧牛方法が近代化し、広い土地での放牧から狭いフィードロット内での肥育に切り替えられてしまうと仕事が減ってしまい、絶滅が心配された。絶滅を阻止するために愛好家は救済策を立て、1870年代から生まれた仔犬の登録制度を整備して犬種の保護を行い、その結果頭数を少しずつ回復してきている。
現在ほとんどがアメリカ国内で飼育されているが、熱心な愛好家が多く犬種クラブも存在するため、心配された絶滅は回避された。

## 特徴
容姿はハウンドタイプに似る。筋肉質の引き締まった体つきで、マズルと脚が長い。瞳は円く大きめで、瞳の色はブルーまたはブラウン（黒）。耳は垂れ耳、尾は垂れ尾。コートはなめらかなショートコートで、毛色はブルーかブルーの地色で胸にホワイトのパッチがあるものが主流だが、クリーム、ブラック・アンド・タンやバーニーズ・マウンテン・ドッグのようなトライカラーの犬もいる。中型犬サイズで、性格は温和で繊細、人懐こく仕事熱心である。人間の赤ちゃんや子供、他の犬と遊ぶ事が好きな心優しい犬種であるが、牧牛犬として働く時は恐れを知らない勇敢な犬となる。凶暴な牛や反抗的な牛も難なく移動させる事が出来る。又、本種は生まれつき牧牛犬としての能力を持っていて、生後5ヶ月のブルー・レーシーが10頭の成牛を誘導したという記録も残されている。運動量は多いが、友好性やしつけのしやすさ、状況判断のよさから家庭犬にも向いている犬種である。

## 参考
『デズモンド・モリスの犬種事典』デズモンド・モリス著書、福山英也、大木卓訳 誠文堂新光社、2007年